# Arca zebra
Arca zebra är en musselart som först beskrevs av William Swainson 1833.  Arca zebra ingår i släktet Arca och familjen Arcidae. Inga underarter finns listade i Catalogue of Life.

## Bildgalleri

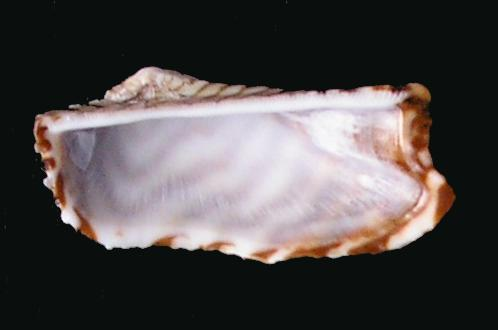
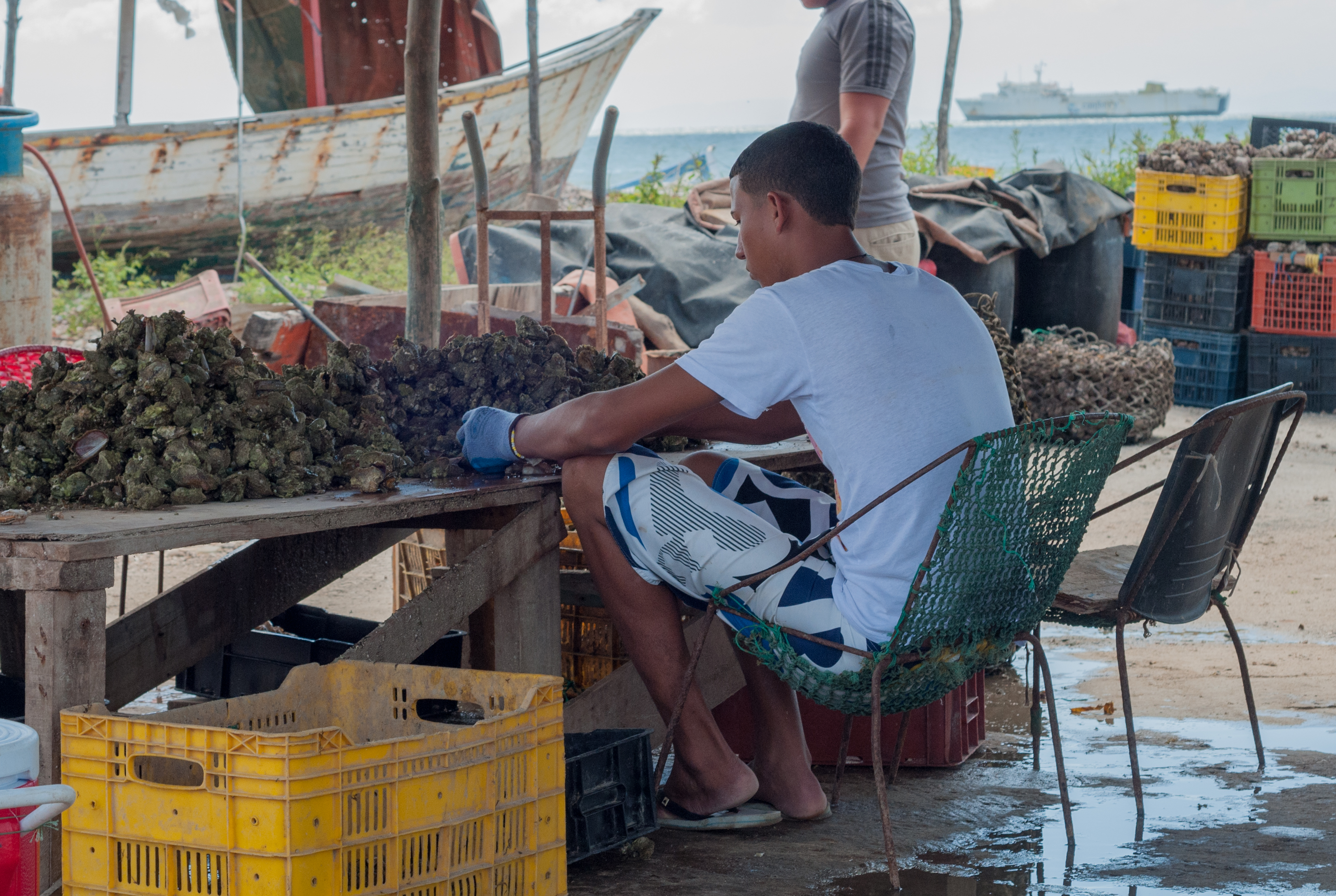
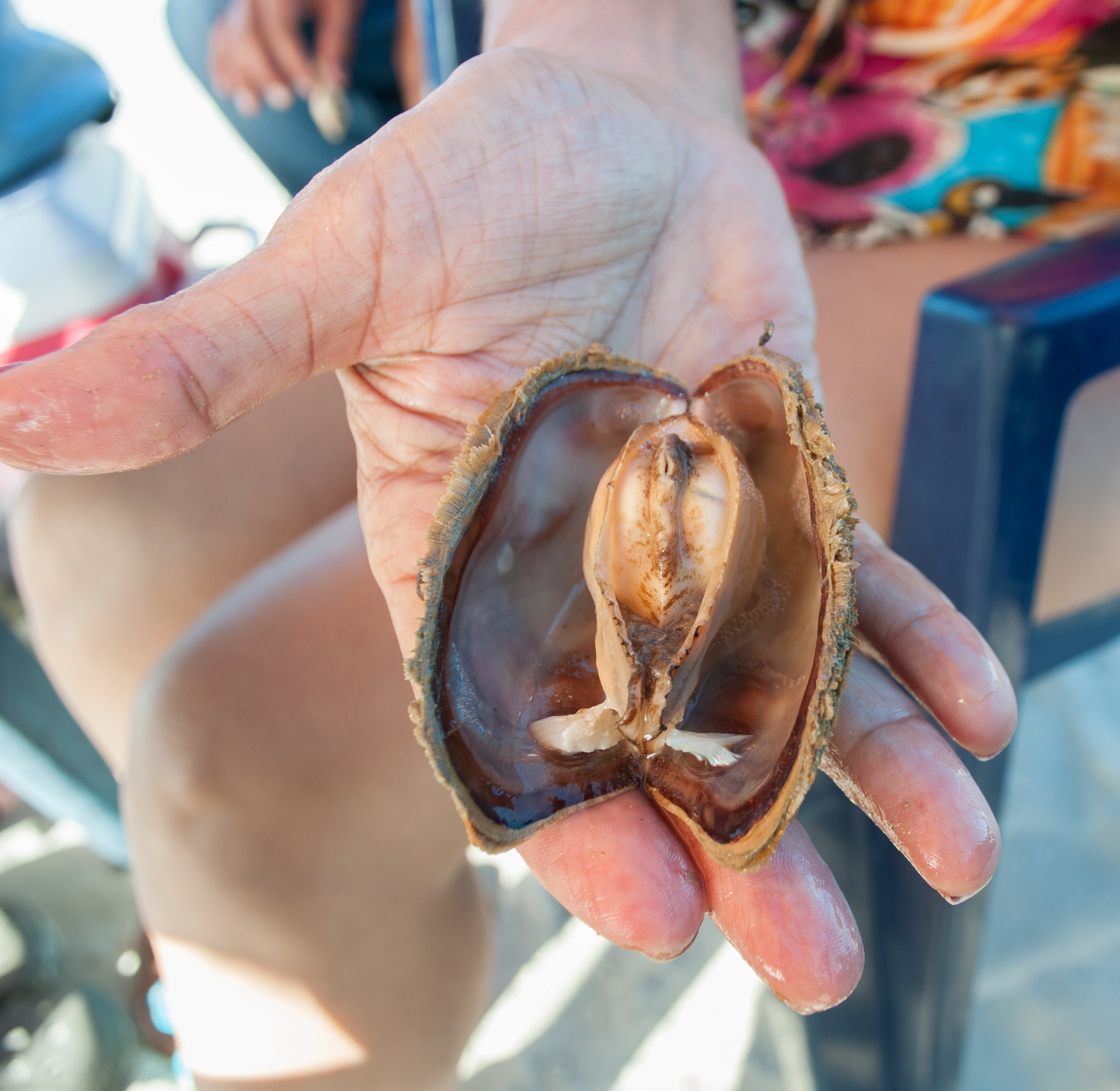
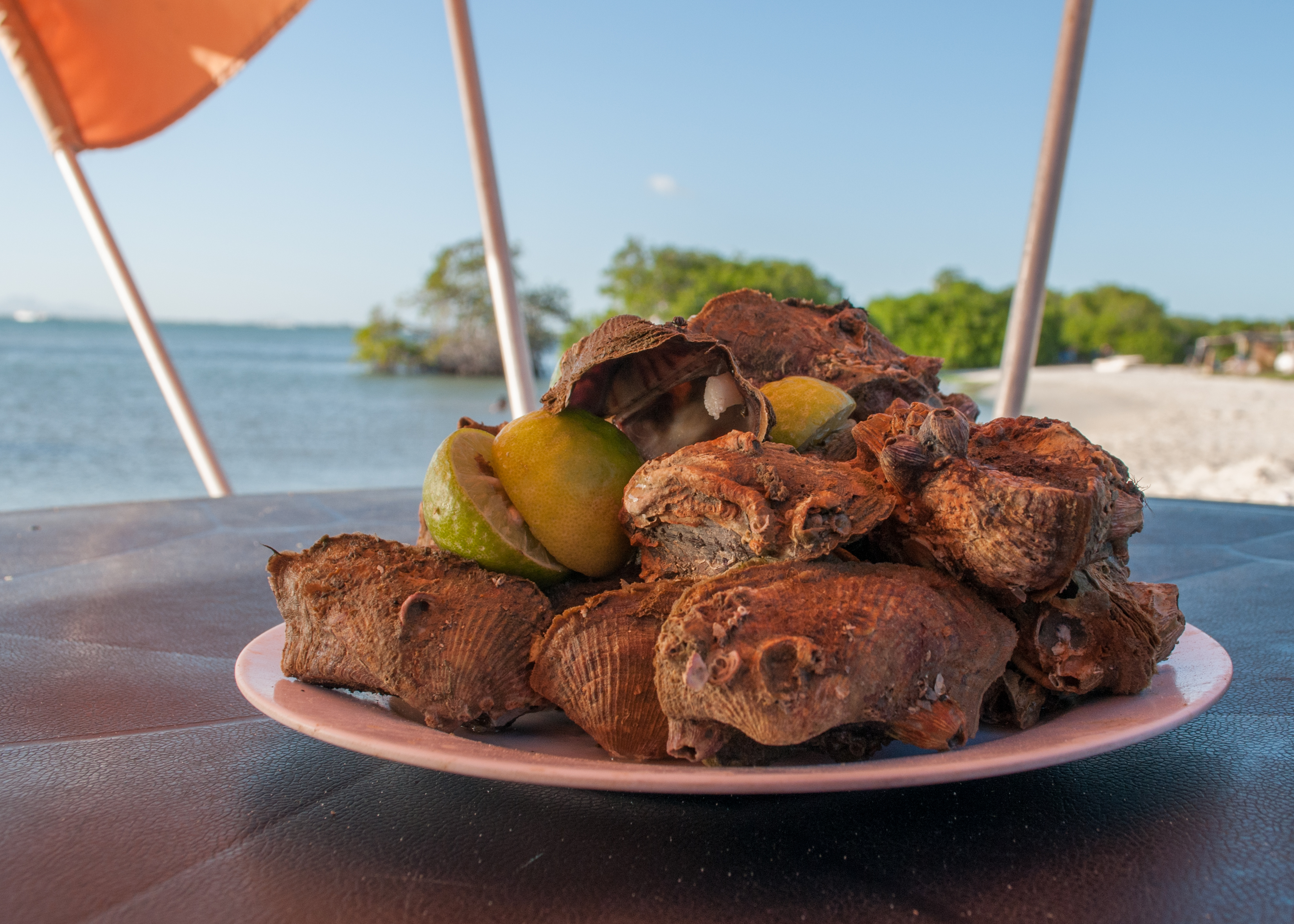
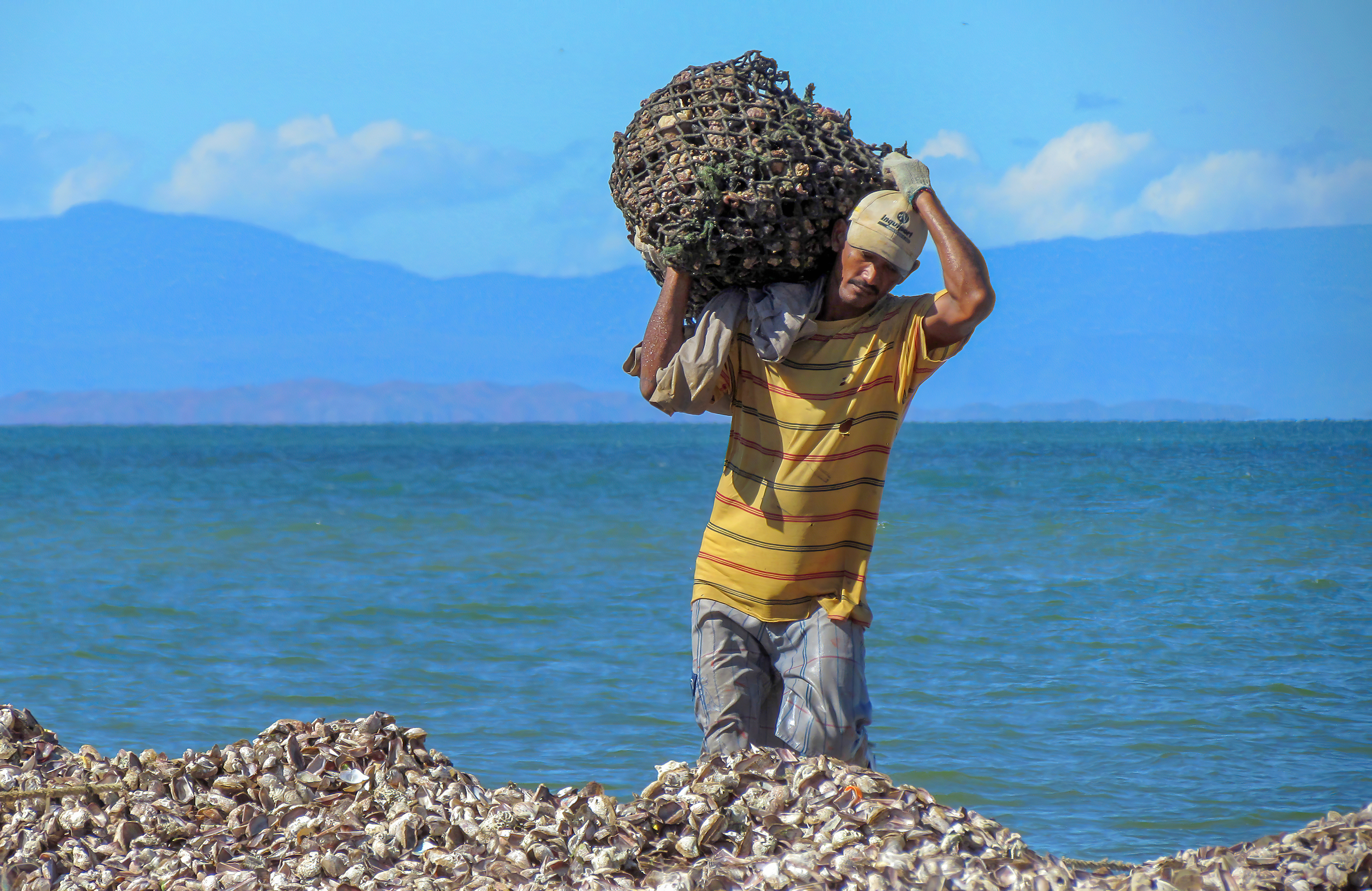
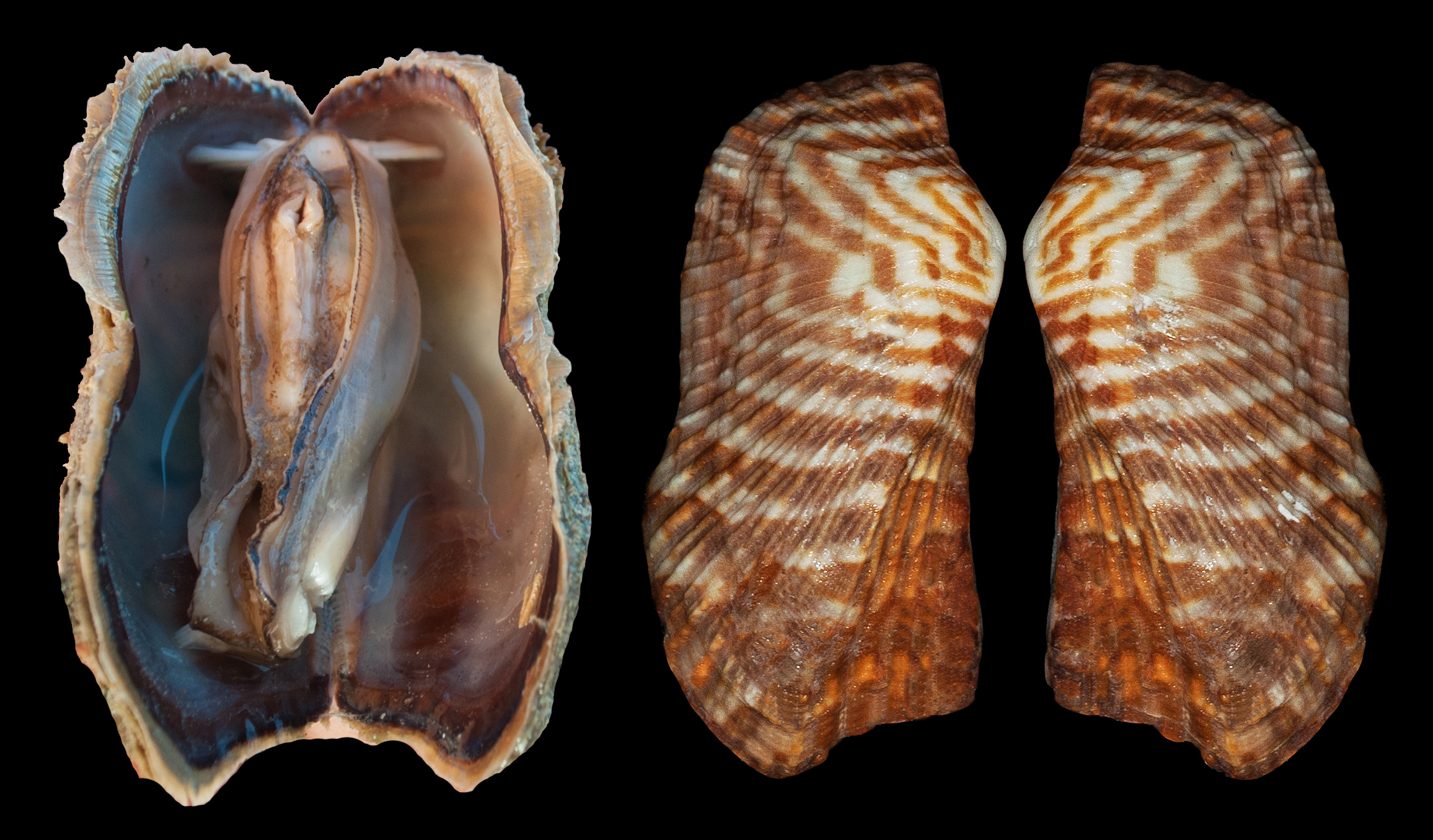